# Klaus Süß
Klaus Süß (* 1. September 1951 in Crottendorf) ist ein deutscher Künstler, der überwiegend als Grafiker tätig ist.

## Leben und Werk
Klaus Süß wurde 1951 in Crottendorf geboren und erlernte 1968 den Beruf des Heizungsbauers. 1975 schloss er sein Studium als Ingenieur für Luft- und Kältetechnik ab. Von 1975 bis 1977 war Klaus Süß als Projektant und anschließend bis 1986 als Kulturmanager tätig, u. a. ab 1978 als Mitarbeiter der Abteilung Kultur des Werkzeugmaschinenkombinats „Fritz Heckert“ Karl-Marx-Stadt.
Durch den Kontakt mit der Karl-Marx-Städter Künstlergruppe Clara Mosch, in deren Produzentengalerie Süß von 1978 bis 1982 mitwirkte, erfuhr er wichtige Anregungen für seine bildnerische Tätigkeit. Den Schritt in die Selbstständigkeit als freier Künstler wagte er erst 1986, aber bereits 1983 legte er sein erstes Mappenwerk vor: Der große Gesang zu Pablo Neruda. Zu diesem „Erstling“ haben sich inzwischen 97 Mappenwerke dazugesellt.
Klaus Süß konzentriert sich in seiner figurativ geprägten Kunst im Wesentlichen auf die Druckgrafik. Daneben ist immer auch Malerei, Zeichnung, Keramik und Plastik entstanden. Der Schwerpunkt liegt jedoch in den grafischen Techniken des Linol- und Holzschnitts und hier in der seltenen Technik des verlorenen Schnittes.
1988 erhielt er den „Wilhelm Höpfner-Grafikpreis“ der Winckelmann-Gesellschaft Stendal und war Preisträger des Wettbewerbes „100 ausgewählte Grafiken“. Süß gehörte 1994 zu den Mitbegründern des Vereins „Kunst für Chemnitz“ und arbeitet seit 2000 mit dem Anasages-Theater Chemnitz zusammen.
Angeregt durch seinen Chemnitzer Künstlerkollegen Steffen Volmer entstand 1989 das gemeinsame originalgrafische Künstlerbuch Arkona. Damit begann für Klaus Süß eine intensive Beschäftigung mit dem Künstlerbuch und der Buchillustration. In der Folgezeit kam es zu Aufträgen von der Büchergilde Gutenberg, dem Verlag Faber & Faber, der Burgart-Presse, des Leipziger Bibliophilen-Abend e.V., der Edition Art Unlimited Eric T. Langer, und dem Verlag Quetsche. Es entstanden darüber hinaus in kleinen Auflagen Buchobjekte und Unikat-Künstlerbücher im Eigenverlag. Sein wohl umfangreichstes Werk entstand zwischen 2007 und 2011: 15 Bände der Metamorphosen des Ovid.
Seit 1990 reiste Klaus Süß mehrmals auf die Kanarischen Inseln, nach Südafrika, Israel, Tunesien, Griechenland und Spanien, um Anregungen für sein bildkünstlerisches Schaffen zu erhalten, das sich seit 1997 neben der Druckgrafik verstärkt der Acryl- und Ölmalerei widmet.
Klaus Süß lebt seit 1977 in Chemnitz.

## Ausstellungen (Auswahl)

### Einzelausstellungen
- 1987: Galerie Eigen+Art, Leipzig
- 1987: Winckelmann-Museum, Stendal
- 1994: Ostfriesisches Landesmuseum, Emden
- 1998: Gellert-Museum Hainichen
- 2002: Nassauischer Kunstverein,  Wiesbaden
- 2003: Städtisches Museum Borken
- 2006: Kunsthalle Wittenhagen
- 2018: Kunstverein Hameln
- 2023: Kultur. Palais. Lichtenstein, Lichtenstein/Sa.
- 2023: Gellert-Museum Hainichen

### Teilnahme an Ausstellungen in der DDR
- 1985: Bezirkskunstausstellung, Karl-Marx-Stadt
- 1986: „Grafik in den Kämpfen unserer Tage“, Kloster Unser Lieben Frauen, Magdeburg
- 1986 und 1988: „100 ausgewählte Grafiken“, Berlin und weitere Städte
- 1987/88: X. Kunstausstellung der DDR, Dresden

## Bücher (Auswahl)
- Arkona. Voste-Edition, Karl-Marx-Stadt 1989
- Jörg Kowalski: Arkanum. burgart-presse, Rudolstadt 1992
- Bertolt Brecht: Baal. Verlag Faber & Faber, Leipzig 1992
- Kholomodumo, burgart-presse, Rudolstadt 1997
- Prosper Merimée: Carmen. Büchergilde Gutenberg, Frankfurt/Main 2001
- Kerstin Hensel: Spiele des neuen Jahrhundert. Verlag QUETSCHE Witzwort, 2005
- Chief Seattle. Edition Art Unlimited Eric T. Langer, Erfurt 2006
- UKYIO – E. burgart-presse, Rudolstadt 2007
- Blaubart. Leipziger Bibliophilen-Abend e.V., Leipzig 2008
- Hans Christian Andersen: Des Kaisers neue Kleider. Büchergilde Gutenberg Frankfurt/Main 2012
- Brüder Grimm: Der Teufel mit den drei goldenen Haaren. burgart-presse Rudolstadt 2013

## Ehrungen und Preise
- 1988: „Wilhelm Höpfner-Grafikpreis“ der Winckelmann-Gesellschaft Stendal
- 1988: Preisträger des Wettbewerbs „100 ausgewählte Grafiken“
- 1995: Wettbewerbsgewinner „Kunst am Bau“. Gestaltung einer Foyerwand in der Landesfinanzschule Niederbobritzsch
- 1995: Kunstpreis der Sparkassenstiftung Ludwigsburg
- 1996: Preisträger  des Wettbewerbs „Flagge zeigen - Fahnen über Chemnitz“
- 2003: Wettbewerbsgewinner der Signet-Plastik im Freigelände der Erdgas Südsachsen in Chemnitz
- 2009: Preisträger beim Wettbewerb der Stiftung Buchkunst „Schönste deutsche Bücher“ für den Titel „Blaubart“ des Leipziger Bibliophilen-Abends e.V.